# WordPad
WordPad (cunoscut și ca Microsoft WordPad) este un simplu procesor de text inclus în toate sistemele de operare Windows, începând cu Windows 95. Este succesorul editorului de text Windows Write (cunoscut doar ca Write), care a fost folosit până la sistemul de operare Windows NT 3.51. Write folosea formatul .wri, la care, în ultima lui versiune din Windows NT 3.51, suporta și formatul .doc.
WordPad poate reformata un text și să-l imprime, dar nu permite corectarea automată a erorilor gramaticale (nu conține nici un tip de dicționar) și nici nu suportă tabele de Microsoft Excel sau Microsoft Access.
WordPad suportă formatul RTF, însă nu are toate opțiunile acestuia, fiind capabil de a crea și deschide documente .doc, dar cu marje de eroare în cazul documentelor .doc de Microsoft Word (din cauza formatării incorecte).
WordPad înainte suporta și formatul .wri (în Windows 6.0), dar formatul a fost scos din motive de securitate în Windows XP Service Pack 2. De asemenea, poate doar salva documente în formatul .txt și .rtf.
Pe sistemele de operare Windows Vista și Windows XP (versiunea Tablet Service Pack 2), WordPad are implementat un sistem de recunoaștere a vocii, ceea ce face posibilă dictarea în Word.
În Windows Vista, suportul pentru documentele .doc a fost eliminat din cauza erorilor de formatare.